# Love Will Tear Us Apart (chanson)
Pour les articles homonymes, voir Love Will Tear Us Apart.
Singles de Joy Division
Komakino
(Juin 1980) Atmosphere
(Août 1980)
Love Will Tear Us Apart est une chanson du groupe Joy Division, sortie en juin 1980, un mois après le suicide de Ian Curtis. Elle évoque la mort lente du couple du chanteur ainsi que son état d'esprit dépressif qui le conduiront au suicide en mai 1980. Son rythme entraînant basé sur une ligne de synthétiseur qui crée un fort contraste avec ses paroles douloureuses l'ont rendu célèbre. C'est sans doute le single le plus connu du groupe.

## Historique
La chanson est tout d'abord écrite en août 1979 puis enregistrée dans les studios de la BBC le 26 novembre 1979 (cette première version ne sortira qu'en septembre 1987 sur le CD - The First Peel Session). Sortie en juin 1980, presque un mois après le suicide de Curtis, elle devient l'unique tube du groupe (treizième dans les charts britanniques, puis dix-neuvième après sa re-sortie en 1983). Une version live de cette chanson, enregistrée en décembre 1979 aux Bains Douches à Paris, avait été précédemment enregistrée.
Les paroles évoquent la situation sentimentale personnelle de Ian Curtis pris à l'époque entre son mariage avec Deborah Curtis et sa rencontre avec Annik Honoré, mais aussi sa dépression qui le ronge depuis plusieurs mois. Elle évoque ainsi le désamour, tout en mettant en avant la voix de baryton de Ian Curtis. Le titre de la chanson peut se traduire en français par « l'amour nous déchirera » ou « l'amour nous détachera ». On peut supposer que le titre du morceau est un clin d'œil cynique à la chanson Love Will Keep Us Together («l'amour nous liera») du groupe Captain & Tennille, qui gagna le prix du meilleur tube aux Grammy Awards de 1975.

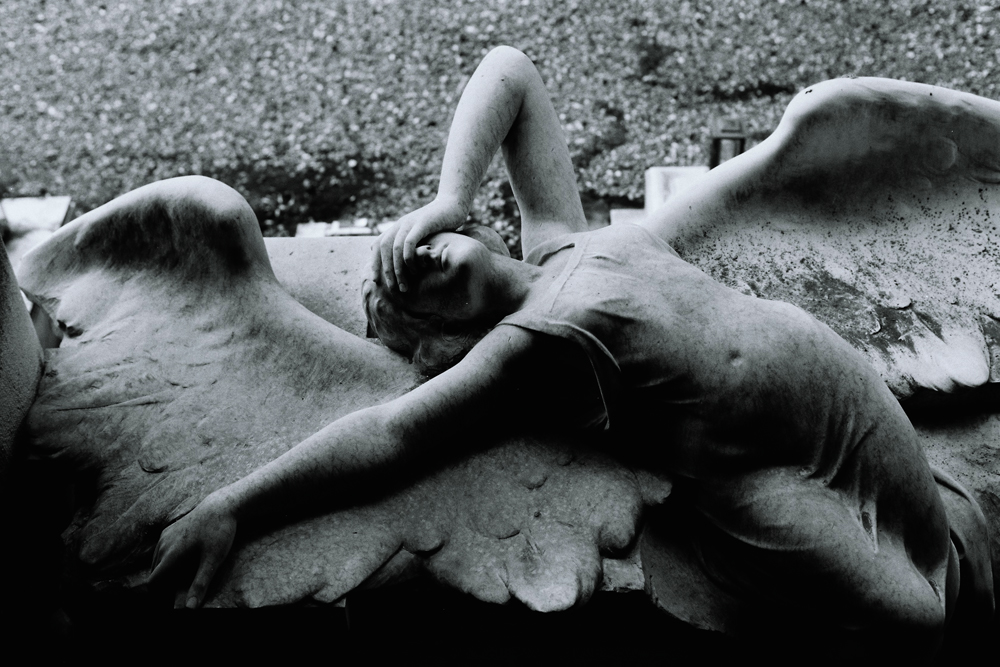
Tombe dont une photographie orne la pochette du maxi 45 tours Love Will Tear Us Apart.

La chanson est sortie après la mort de Ian Curtis, sa veuve a ensuite fait inscrire le nom de la chanson comme épitaphe sur la tombe de son mari. La pochette du maxi 45 tours comporte une photographie d'une tombe du cimetière monumental de Staglieno (Gênes) prise par Bernard Pierre Wolff. Cette photographie, tout comme celle de l'album Closer, a été choisie par le groupe avant le décès du chanteur. La pochette du 45 tours a été interprétée comme représentant une pierre tombale mais est en fait inspirée par le travail de thèse de Ben Kelly, alias The Photo Kid, intitulé Metal Lined Cubicles : il s'agit d'une plaque d'acier gravée puis vieillie par oxydation.
Love Will Tear Us Apart est devenu populaire et a été classé par NME comme le « meilleur single de tous les temps » en 2002. La chanson a été classée 4e meilleure chanson britannique de tous les temps par XFM en 2010. Elle a été classée en 179e position par le magazine Rolling Stone dans son classement des « 500 plus grandes chansons de tous les temps ». Elle se hisse à la 41e place dans le classement de 2021. Lorsqu'il a été interviewé pour New Order Story , Neil Tennant, de Pet Shop Boys, a déclaré que Love Will Tear Us Apart était sa chanson pop préférée de tous les temps.

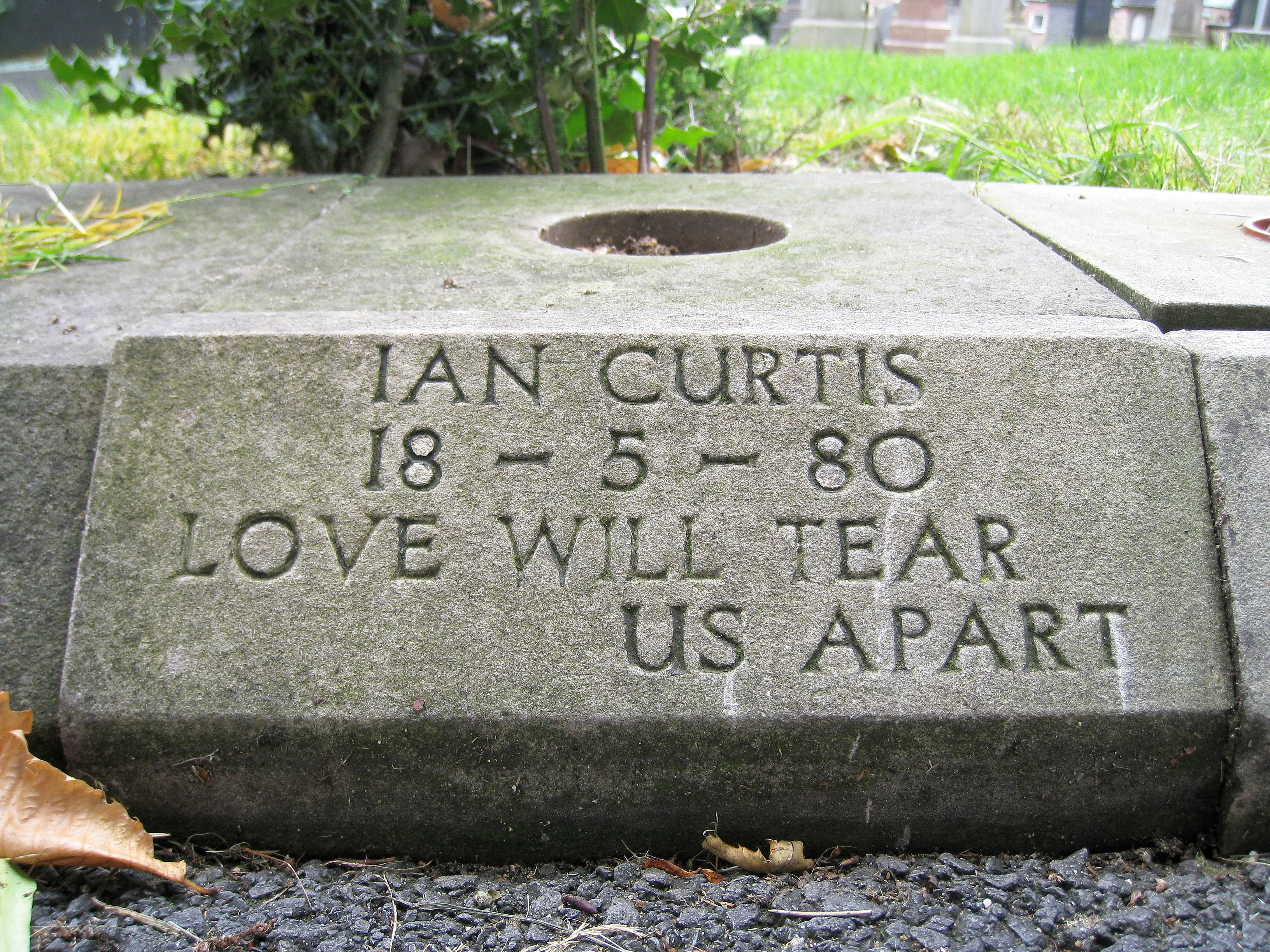
Épitaphe de la tombe de Ian Curtis, pierre tombale d'origine volée en 2008.

## Clip vidéo
La vidéo a été tournée par le groupe lui-même le 28 avril 1980 au T.J. Davidson's studio, où le groupe avait déjà répété à ses débuts. Au début de la vidéo, la porte qui s'ouvre et se ferme est gravée avec le nom de Ian Curtis; on rapporte que cela aurait été le début d'un message injurieux mais qui a été effacé de la porte.
Parfois, le clip vidéo devient marron, cela s'explique par le mauvais matériel utilisé. Ce n'était pas intentionnel. De plus, l'enregistrement live de la chanson durant le clip vidéo était médiocre, il a été remplacé par l'enregistrement studio de la chanson par la société de disque du groupe en Australie, entraînant des problèmes de synchronisation entre la vidéo et la musique. Cette version éditée du clip vidéo deviendra plus tard la version officielle en raison de l'amélioration de la qualité du son.
Ce fut la seule vidéo promotionnelle que le groupe ait jamais produite. Ian Curtis se suicide moins de trois semaines après le tournage de ce clip.

## Reprises et utilisations
De nombreux groupes ont fait des reprises de Love Will Tear Us Apart, sur scène ou sur disque parmi lesquels New Order, Peter Hook and The Light, Paul Young, The Cure, Nada Surf, Swans, U2, Nouvelle Vague, Simple Minds, Nick Cave, Squarepusher, José González, Fall Out Boy, Calexico, Moonspell, Arcade Fire, Yat-Kha, Adam Green, Rodolphe Burger, Apoptygma Berzerk, Dave Gahan, Adrian Borland…
Cette chanson est présente dans plusieurs musiques de film, comme Donnie Darko, Series 7 : The Contenders, Control le biopic sur Ian Curtis et Venom: Let There Be Carnage. La chanson a été utilisée dans l'épisode 13 de la 3ème saison de Grey's Anatomy.
D'après Peter Hook, il s'agit du seul morceau de Joy Division dont les bandes multi-pistes ont été conservées. En 2002, Malcolm McLaren a ainsi pu récupérer la piste vocale et mixer Love Will Tear Us Apart avec Love Will Keep Us Together dans un morceau nommé Love Will. La production en a été finalisée par Marc Durif du groupe français Nova Nova, qui en profite pour sortir son propre mix de Love Will Tear Us Apart : la voix de Ian Curtis y est modifiée par un vocodeur et accompagnée au piano et au synthétiseur,. Cette version est désormais régulièrement reprise par Peter Hook and The Light.